# Свенссон, Лиам
Оскар Лиам Леннарт Свенссон (швед. Oskar Liam Lennart Svensson; род. 7 марта 2006) — шведский футболист, защитник «Мьельбю».

## Клубная карьера
Является воспитанником «Сёльвесборга». В 2022 году перешёл в академию «Мьельбю». Выступал за юношеские команды клуба. Летом 2022 года подписал с клубом ученический контракт. В начале 2024 года стал привлекаться к тренировкам с основным составом «Мьельбю». 25 февраля провёл первую игру в рамках группового этапа кубка страны против «Вестероса», появившись на поле на последних минутах встречи. 11 мая в матче восьмого тура с «Хальмстадом» дебютировал в чемпионате Швеции, заменив Эллиота Струда.

## Карьера в сборной
В феврале 2024 года был впервые вызван в состав юношеской сборной Швеции в Марбелье.

## Клубная статистика
| Выступление      | Выступление      | Выступление      | Лига | Лига | Кубки | Кубки | Конт. кубки | Конт. кубки | Итого | Итого |
| Клуб             | Лига             | Сезон            | Игры | Голы | Игры  | Голы  | Игры        | Голы        | Игры  | Голы  |
| ---------------- | ---------------- | ---------------- | ---- | ---- | ----- | ----- | ----------- | ----------- | ----- | ----- |
| Мьельбю          | Алльсвенскан     | 2024             | 1    | 0    | 1     | 0     | 0           | 0           | 2     | 0     |
| Мьельбю          | Итого            | Итого            | 1    | 0    | 1     | 0     | 0           | 0           | 2     | 0     |
| Всего за карьеру | Всего за карьеру | Всего за карьеру | 1    | 0    | 1     | 0     | 0           | 0           | 2     | 0     |